# 趙寬 (成化辛丑進士)
趙寬（1457年—1505年），字栗夫，號半江，直隸吳江縣（今江蘇省吳江市）人。明朝政治人物。

## 生平
成化十三年（1477年）丁酉科應天府鄉試第十六名，成化十七年（1481年）辛丑科會試第一，殿試登二甲第九名進士。授刑部主事，历员外郎、郎中，遷浙江按察司副使、提督學政。在浙七年，升官至廣東按察使，未逾月，卒于官，年仅四十九。工诗，著有《半江集》。

## 家族
曾祖趙思銘，黄岩县典史；祖父趙瑛，湖州梅溪局大使；父趙暘，累封刑部郎中；母沈氏，封宜人。長子趙禧，眉州判官；次子趙禴，以贡入太学；次子趙福，县学生。

## 引用
1. ↑  （明）张朝瑞. . 《续修四库全书》史部第828册.
2. ↑  鲁小俊，江俊伟著. . 武汉：武汉大学出版社. 2009: 254–256. ISBN 978-7-307-07043-1.
3. ↑  朱保炯，谢沛霖. . 台湾: 文海出版社. 1981: 2473–2475.
4. ↑  龚延明主编. . 宁波: 宁波出版社. 2016. ISBN 978-7-5526-2320-8. 《天一閣藏明代科舉錄選刊.登科錄》之《成化十七年進士登科錄》